# Michael Wagner (Politiker, 1992)
Michael Stefan Wagner (* 23. Dezember 1992 in Feldbach, Steiermark) ist ein österreichischer Politiker der FPÖ. Er ist seit Dezember 2024 Abgeordneter zum Steiermärkischen Landtag, seit März 2025 1. Vizebürgermeister von Bad Gleichenberg und Vorsitzender des Umweltausschusses des Landtags. Zudem ist er Landesparteiobmann-Stellvertreter der FPÖ Steiermark.

## Leben
Wagner besuchte die Volksschule in Edelsbach, die Sporthauptschule Feldbach sowie das Polytechnikum Feldbach. Anschließend absolvierte er eine Ausbildung zum Karosseriebautechniker in Sankt Anna am Aigen und legte später die Externistenmatura mit Schwerpunkt Betriebswirtschaftslehre ab.
Von 2008 bis 2013 war er als Karosseriebautechniker tätig. 2013 wechselte er in die Politik und arbeitete bis 2023 als parlamentarischer Mitarbeiter des ehemaligen Nationalratsabgeordneten Walter Rauch. Von 2023 bis 2025 war er Landesbediensteter, seit seiner Wahl in den Landtag dienstfrei gestellt.

## Politische Laufbahn
Wagner trat 2012 der FPÖ bei. Von 2013 bis 2021 war er Bezirksobmann des Rings Freiheitlicher Jugend (RFJ) Südoststeiermark, von 2019 bis 2023 Landesobmann des RFJ Steiermark.
Seit November 2017 gehört er dem Gemeinderat von Bad Gleichenberg an. Im Jahr 2020 sowie 2025 war er Spitzenkandidat seiner Partei bei den Gemeinderatswahlen. Im März 2025 wurde er zum 1. Vizebürgermeister gewählt.
Bei der Landtagswahl 2024 kandidierte Wagner als Spitzenkandidat der FPÖ im Wahlkreis 6B (Südoststeiermark) und zog im Dezember 2024 in den Landtag ein. Dort übernahm er den Vorsitz des Umweltausschusses. Im Jänner 2025 wurde er zudem Vorsitzender des Regionalmanagements Südoststeiermark, im Juni 2025 Stellvertreter des Landesparteiobmanns Mario Kunasek.
Zu seinen politischen Schwerpunkten zählen der Ausbau der B68 (Feldbacher Straße) in der Steiermark, der Erhalt der Gleichenberger Bahn sowie Umweltpolitik „mit Hausverstand“.